# Belgische Rode Kruis
Het Belgische Rode Kruis is een nationale afdeling van het Internationale Rode Kruis. Het is de oudste nationale Rode Kruisvereniging ter wereld.

## Geschiedenis
Het Belgische Rode Kruis werd opgericht op 4 februari 1864 kort na de Internationale Conferenties van Genève, onder impuls van Dr. A. Uytterhoeven en is hiermee de oudste nationaal georganiseerde Rode Kruisafdeling. Op 14 oktober 1864 bekrachtigde de Belgische regering de stichting. Pas op 31 maart 1891 kreeg het een rechtspersoonlijkheid als instelling van openbaar nut.
De eerste hulpactie was reeds in 1866 waarbij hulpmateriaal en goederen werden gezonden naar de Pruisisch-Oostenrijkse Oorlog om slachtoffers van beide kampen te verzorgen.
In 1900 viel ook het eerste dodelijk slachtoffer binnen de organisatie nabij Lindley in de Oranje Vrijstaat namelijk de verpleegster Louise Laridon op 10 mei.
In 1927 werd Het Vlaams Kruis opgericht als Nederlandstalige tegenhanger van het eerder Franstalige bestuur van het Rode Kruis. De mythe dat het Vlaams kruis opgericht werd omdat er in de eerste Wereldoorlog meer Vlamingen stierven door hun Franstalige officieren is reeds enige tijd ontkracht door historici.
In 1961 wijzigde het Belgische Rode Kruis zijn structuur naar de geldende taalwetten.

## Huidige structuur

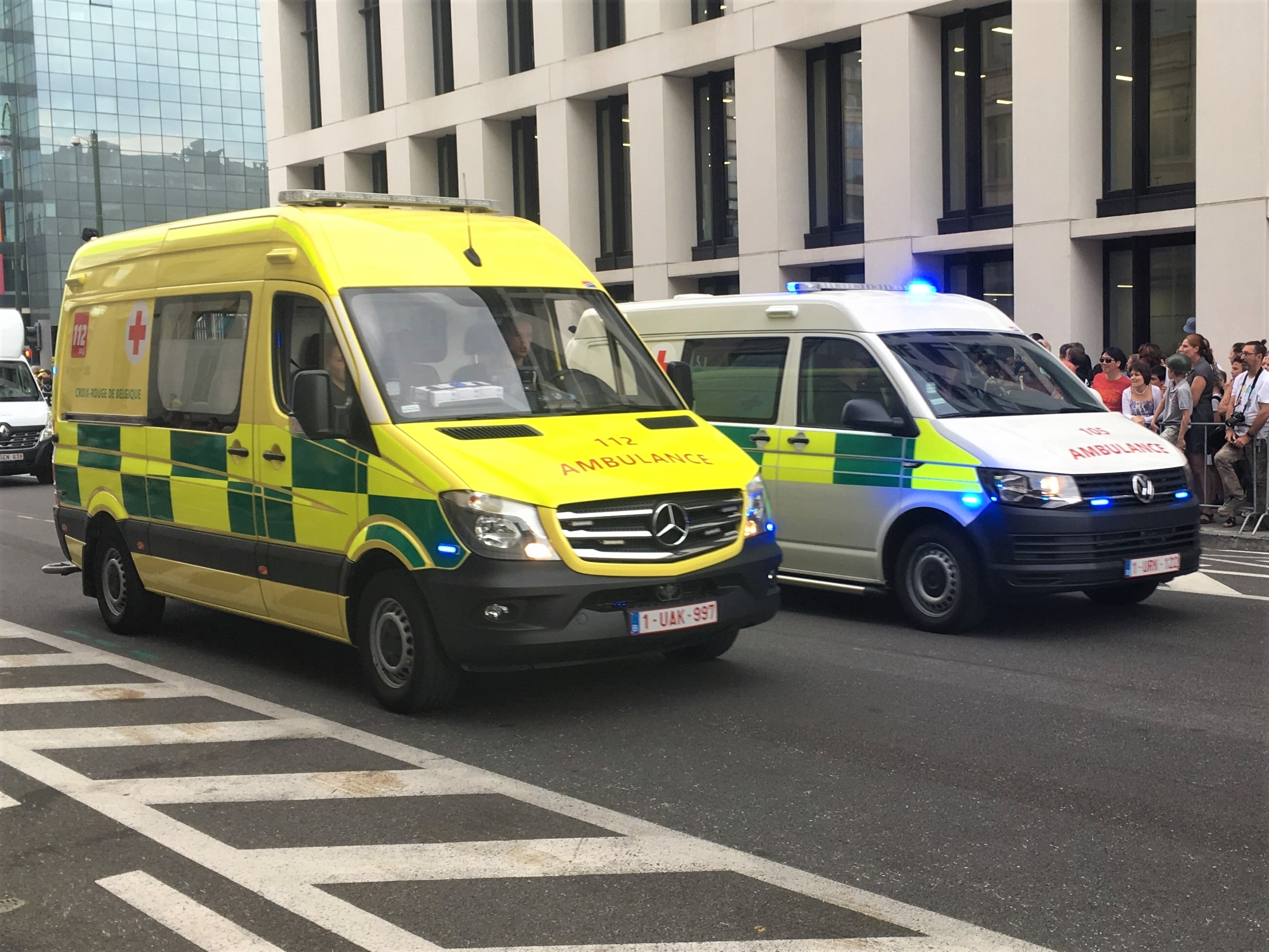
Ambulances van het Rode Kruis (2018).

Het Belgische Rode Kruis heeft een federale structuur. Dit betekent dat de dienstverlening en de activiteiten van de gemeenschappen autonoom zijn.
- Rode Kruis-Vlaanderen en de Franstalige vleugel van het Belgische Rode Kruis bepalen elk hun eigen koers, gericht op de noden in hun gemeenschap.
- Het Brussels Hoofdstedelijk Gewest kent een bijzondere regeling. Een aantal activiteiten zijn gemeenschappelijk voor de Vlaamse en de Franstalige gemeenschap van het Rode Kruis, zoals de hulpverlening bij rampen. De eerstehulpcursussen worden dan weer apart georganiseerd.
- De Duitstalige gemeenschap van het Rode Kruis kan een beroep doen op de diensten en de infrastructuur van de Franstalige gemeenschap van het Rode Kruis.

Prinses Astrid van België was van 1994 tot 2007 nationaal voorzitter van het Belgische Rode Kruis. Sinds 1 januari 2008 bekleden de Vlaamse en de Franstalige voorzitters samen deze functie.

### Diensten
- Bloedtransfusie
- Opvangen van verzoekers om internationale bescherming
- Vorming en gezondheidsvoorlichting (oa. Jeugd Rode Kruis)
- Hulp bij evenementen en rampen
- Ondersteunen van kwetsbaren

### Bijzondere situatie in België
Het Belgische Rode Kruis is sinds 1972 opgesplitst in een Vlaamse, Franstalige en Duitstalige gemeenschap. Elke gemeenschap heeft een eigen voorzitter, directie, raad van bestuur en boekhouding. Er werd geen aparte rechtspersoon gecreëerd.

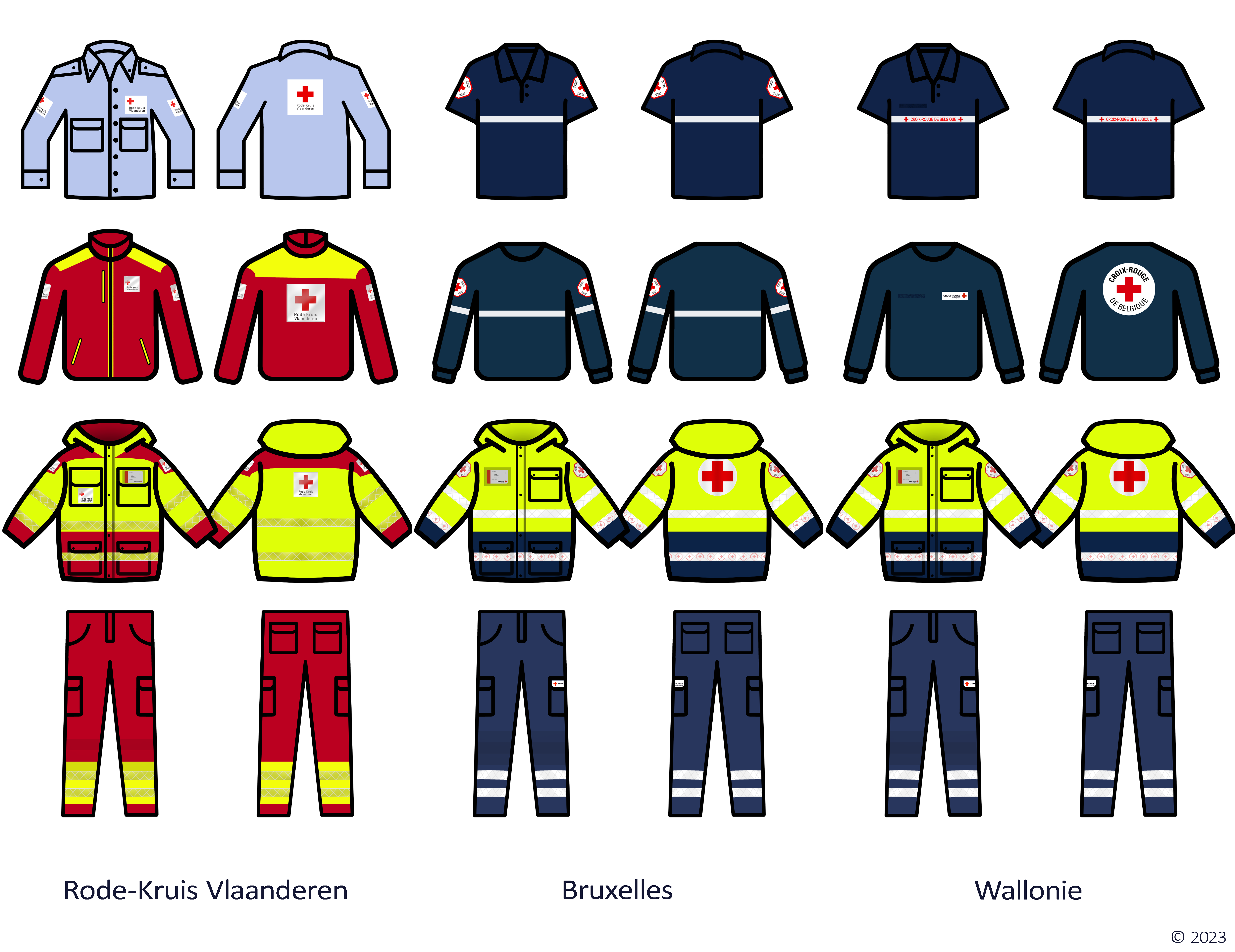
Standaard uniformen voor Rode Kruis hulpverleners in de drie Belgische Gewesten: Vlaanderen (RKV), Brussel en Wallonië.

De drie Rode Kruisgemeenschappen voeren sinds maart 2007 gesprekken om drie aparte juridische entiteiten te creëren onder de koepel van het Belgische Rode Kruis, zoals de nationale Rode Kruisverenigingen in Zwitserland en Duitsland. Dat zou onder meer besluitvorming versnellen en de boekhouding transparanter maken.
Het ongenoegen aan de Vlaamse kant wordt gevoed door de strategie van het Franstalige "Croix-Rouge" door in hun begrotingen telkens tekorten in het vooruitzicht te stellen. De Franstalige boekhouding oogt niet transparant met zelfs in 2004 een aangroeiend tekort van € 12,2 miljoen. Rode Kruis-Vlaanderen schoof daarop een plan naar voren dat neerkwam op een juridische zelfstandigheid van de beide afdelingen.
Op 22 december 2006 heeft het Rode Kruis-Vlaanderen de zelfstandig vereniging "Onderzoeks- en Ontwikkelingsfonds Rode Kruis-Vlaanderen" opgericht die kort nadien 6 miljoen euro van het Belgische Rode Kruis kreeg. De stichting heeft als doel om via structureel en volgehouden wetenschappelijk onderzoek, de levering van veilig bloed aan ziekenhuizen en patiënten te blijven garanderen.
Begin 2008 werd duidelijk dat het Koninklijk Paleis via Jacques van Ypersele de Strihou, de kabinetschef van de koning, al twee jaar zijn greep op het Rode Kruis wil versterken. Na een vraag van Rode Kruis-Vlaanderen naar meer autonomie kwam er van het Paleis een waarschuwing en afwijzing van een "openlijk of omfloerst separatisme". De kabinetschef van de Koning zou het Belgische Rode Kruis hebben willen behoeden voor verdere ontmanteling door een "Raad van Wijzen" op te richten, bestaande uit vertrouwelingen van het Paleis zoals Marc Van Ossel (ex-topman Saint-Gobain en voorzitter van Adic, baron Georges Jacobs, ex-topman van UCB en advocaat Jean-Pierre De Bandt. Deze groep adviseerde ook de toenmalige nationale voorzitster Prinses Astrid.